# Tècnica científica
Una tècnica científica és qualsevol procés sistemàtic d'obtenir informació sobre una naturalesa científica o obtenir un material desitjat o un producte.
Les tècniques científiques es poden dividir en molts grups diferents, per exemple:
1. Tècniques preparatives
  1. Tècniques de síntesi, p. Ex. l'ús de reactius Grignard en química orgànica
  2. Tècniques de creixement, p. Ex. creixement d'un cristal o cultiu cel·lular en biologia
  3. Tècniques de purificació, en química
2. Tècniques de mesura
  1. Tècniques d'anàlisi, p. Ex. aquelles que revelen la composició atòmica o molecular.
  2. Tècniques de caracterització, p. Ex. aquelles que mesuren una certa propietat d'un material.
  3. Tècniques d'imatges, p. Ex. microscòpia

En alguns casos, aquests mètodes s'han convertit en tècniques instrumentals que requereixen equips cars. Això és particularment cert en ciències com física, química i astronomia. És acostumat a abreujar els noms de les tècniques en sigles, encara que això no es mantingui per a totes. Particularment, l'arribada de l'ordinador ha donat lloc a una veritable proliferació en la quantitat de tècniques fins al punt que pocs científics encara tenen una bona visió sobre tot el que hi ha disponible.